# Việt Nam Phục quốc Đồng minh Hội
Việt Nam Phục quốc Đồng minh Hội - còn gọi là Phục quốc Hội - là một tổ chức chính trị của người Việt với mục đích đánh đuổi người Pháp tại Đông Dương và khôi phục chủ quyền cho nước Việt Nam.

## Lịch sử
Sau khi lãnh tụ Phan Bội Châu bị bắt và quản thúc tại Huế tháng 5 năm 1925, tổ chức Việt Nam Quang phục Hội hầu như tan rã thành các nhóm hoạt động riêng rẽ. Một bộ phận hình thành nên tổ chức Tâm Tâm Xã, sau đó chuyển thành Việt Nam Thanh niên Cách mạng Đồng chí Hội.
Mãi đến giữa thập niên 1930, với sự giúp đỡ của Matsui Iwane, một tướng lĩnh cao cấp Lục quân Đế quốc Nhật Bản, Hoàng thân Cường Để nhiều lần từ Nhật Bản sang Trung Quốc để liên lạc lại với các nhóm Quang phục Hội, nhằm tái lập lại tổ chức. Từ năm 1936, tổ chức hoạt động trở lại với tên Việt Nam Độc lập Vận động Đồng minh Hội (chữ Nho: 越南獨立運動同盟會) đến năm 1938 thì mật thám Pháp ở Nam Kỳ phát hiện sự hoạt động của Hội dưới tên Việt Nam Phục quốc Đồng minh Hội. Tuy nhiên mãi đến ngày 12 tháng 3 năm 1939 ở Thượng Hải, Trung Hoa dưới sự lãnh đạo của Kỳ Ngoại Hầu Cường Để và sự ủng hộ của Nhật Bản Hội mới chính thức ra mắt. Tổ chức này phát triển mạnh ở Nam Kỳ, nhất là trong cộng đồng Cao Đài nên một vị chức sắc Cao Đài là Trần Quang Vinh được bầu là phó hội trưởng. Những tên tuổi khác tham gia trong Hội là Trần Phúc An (Trần Hy Thánh), Hoàng Lương (Đỗ Văn Tuân), Đoàn Kiểm Điểm. Ban Chấp hành Trung ương của Hội có:
- Ủy viên Tổ chức: Vũ Hải Thu (Nguyễn Hải Thần)
- Ủy viên Tài chánh: Trần Hữu Công (Nguyễn Thức Canh tức Trần Trọng Khắc)
- Ủy viên Tuyên truyền: Trương Anh Mẫn (Nguyễn Thượng Hiền)
- Ủy viên Ngoại giao: Trần Hy Thánh (Trần Phúc An, còn có tên tiếng Nhật là Shibata)
- Ủy viên Huấn luyện: Hồ Học Lãm
- Ủy viên Nội vụ và Nghiên cứu: Hoàng Nam Hùng
- Tổng Thư ký: Đặng Nguyên Hùng

Hoàng Nam Hùng được bổ nhiệm tập hợp nhân sự ở Trung Hoa; Mai Văn Thông ở Xiêm; Trần Quang Vinh và Trần Phúc An ở Nam Kỳ; Ngô Đình Diệm và Phan Thúc Ngô ở Trung Kỳ; Dương Bá Trạc, Nguyễn Xuân Chữ và Lê Toàn ở Bắc Kỳ.

### Đánh Lạng Sơn
Ngoài cơ quan chính trị, Phục quốc Hội còn có lực lượng vũ trang dưới tên Việt Nam Kiến quốc Quân (chữ Nho: 越南建國軍) do Trần Trung Lập làm tổng tư lệnh. Chính lực lượng khoảng 500 quân này đã theo Sư đoàn 5 (Dai-go Shidai) của Quân đội Đế quốc Nhật Bản tiến chiếm Lạng Sơn vào tháng 9 năm 1940 để áp lực Pháp ngưng chuyển vận quân nhu cho chính phủ Trung Hoa Dân quốc của Tưởng Giới Thạch ở Trùng Khánh. Khí giới bắt được từ quân Pháp được phát cho quân Việt và quân số của Kiến quốc Quân tăng lên hơn 1.500 quân. Ở Đồng Đăng Kiến quốc Quân thành lập chính phủ lâm thời Việt Nam.
Sau đó ngày 25 tháng 9 năm 1940, Pháp và Nhật điều đình rồi tuyên bố hưu chiến; Nhật thả tù binh Pháp (1052 lính) và cuộc thương lượng sau giàn xếp để Nhật rút khỏi Lạng Sơn vào tháng 10 nhưng Trần Trung Lập thì quyết tử thủ. Công sứ Paul Chauvet được Toàn quyền Đông Dương Jean Decoux phái lên Lạng Sơn mở cuộc càn quét và chủ tọa Hội đồng đề hình xét xử những người bị bắt. Sau hai tháng giao chiến Trần Trung Lập bị Pháp bắt ở rừng Đồng Nai, xã Khôn Duy, tổng Thuốc Sơn, châu Hữu Lũng, tỉnh Bắc Giang ngày 26 tháng 12 năm 1940 và bị xử bắn ngày 28 ở Lạng Sơn. Trần Trung Lập, Trần Hy Thánh và Đoàn Kiểm Điểm nằm trong số Hội viên bị xử tử.
Hai mươi bảy đồng chí khác trong đó có một phụ nữ, vợ của đảng viên Vũ Nhân thì bị xử tử ở đồn Mẹt, xã Chiêu Tuần, tổng Vân Nham, tỉnh Bắc Giang.. Một số quân do Hoàng Lương và Nông Quốc Long chỉ huy rút được sang Quảng Tây nhưng bị Quân đội Trung Hoa Dân quốc bắt và giải giới vì cho là thân Nhật.

## Tan rã
Do hành động "qua cầu rút ván" của người Nhật, rất nhiều lãnh đạo quan trọng của Phục quốc Hội đã ly khai, tìm hướng hoạt động khác. Một bộ phận chuyển sang hoạt động với Việt Nam Quốc dân Đảng hay chuyển hướng sang Đại Việt Quốc gia Liên minh của thập niên 1940. Một số thành viên như Hồ Học Lãm chuyển sang ủng hộ Việt Minh do Đảng Cộng sản Đông Dương và Hồ Chí Minh thành lập năm 1941.
Mặc dù vậy, người Nhật vẫn tiếp tục hỗ trợ cho các hoạt động của Phục quốc Hội nhằm phục vụ cho nhu cầu chính trị của họ ở Đông Dương. Tại nội địa, hoạt động của Phục quốc Hội chủ yếu tại Nam Kỳ, dưới sự bảo trợ của lãnh đạo Cao Đài Trần Quang Vinh. Chính lực lượng bán vũ trang Cao Đài đã tham gia cùng quân đội Nhật trong việc đảo chính Pháp tại Đông Dương ngày 9 Tháng 3 năm 1945. Tuy nhiên, sau khi nắm quyền kiểm soát tại Đông Dương, người Nhật tiếp tục duy trì ngôi vị của Hoàng đế Bảo Đại và ngừng các hoạt động bảo trợ với Phục quốc Hội. Mất chỗ dựa quan trọng và thiếu cơ sở trong nước, tháng 4 năm 1949 đảng tái lập tại Quảng Tây, Trung Quốc, nhưng Phục quốc Hội bị tan rã hoàn toàn sau khi Cường Để mất năm 1951.

## Hội viên nổi tiếng
- Cường Để
- Nguyễn Hải Thần: sau thành lập Việt Nam Cách mạng Đồng minh Hội
- Nguyễn Thượng Hiền
- Hồ Học Lãm: sau chuyển sang ủng hộ Việt Minh và Đảng Cộng sản Việt Nam
- Nguyễn Thức Canh
- Trần Quang Vinh: chức sắc Đạo Cao Đài, sau thành lập Quân đội Cao Đài
- Ngô Đình Diệm: sau thành lập Đảng Cần lao Nhân vị
- Đặng Nguyên Hùng
- Hoàng Nam Hùng
- Trần Phúc An
- Dương Bá Trạc
- Trần Trung Lập: chỉ huy quân sự
- Đoàn Kiểm Điểm: chỉ huy quân sự
- Nguyễn Thanh Đồng: đồng thời cũng là thành viên Việt Minh